# Antiword
Antiword é um programa de computador que decodifica documentos gravados originalmente no formato do Microsoft Word, possibilitando que sejam exportados para o formato de texto puro, PostScript, PDF, XML, ou simplesmente visualizados. Sua licença é a GPL.